# Reino de Arles

Situação do Reino de Arles (Reino de Borgonha) antes e depois da anexação ao Santo Império Romano (1032)

O Reino de Arles, às vezes também chamado Segundo Reino da Borgonha ou Reino da Provença, foi um domínio franco-burgúndio em torno de Arles, estabelecido em 933, pela união da Alta e da Baixa Borgonha. Foi governado por reis independentes até 1032. Depois dessa data, sua existência tornou-se quase inteiramente nominal, tendo seu território decaído até os resíduos do antigo reino serem absorvidos pela França em 1378.

## História
Em 888, Rodolfo, Conde de Auxerre, fundou o Reino da Borgonha Transjurana (Alta Borgonha). Em 933, Hugo de Arles, governante da Provença (Baixa Burgúndia), doou seus domínios a Rodolfo II da Burgúndia, o qual criou o Reino de Arles unindo os dois territórios. A Rodolfo II sucedeu, em 937, Conrado III, cognominado O Pacífico, a quem se seguiu, em 993, Rodolfo III.
Com a morte do rei Rodolfo III, em 1032, o reino foi herdado pelo imperador Conrado II. Embora seus sucessores ainda se  intitulassem Reis de Arles, poucos foram coroados na catedral arelatense. Exceção foi Frederico Barba-Ruiva, que em 1178 foi coroado pelo Arcebispo de Arles. A maior parte do território da Baixa Burgúnio foi sendo progressivamente absorvida pela França, enquanto as regiões orientais da Alta Borgonha foram adquiridas pelas Casas de Zähringen e de Habsburgo.
O imperador Carlos IV, em 1361, separou o Condado de Saboia do reino. Ele foi coroado Rei de Arles em 1365, mas em 1378 cedeu o que restava do reino ao Delfim da França (posteriormente rei Carlos VI da França), e o Reino de Arles formalmente cessou de existir.